# Gunnar Nilsson
Gunnar Axel Arvid Nilsson (Helsingborg, Švedska, 20. studenog 1948. – London, Engleska, 20. listopada 1978.) je bivši švedski vozač automobilističkih utrka.